# Flugmanöver und Flugzustände (Gleitschirm)

Das Kräftegleichgewicht im Gleitflug

Mit einem Gleitschirm können verschiedene Flugmanöver und Flugzustände durch den Einsatz der Steuerleinen (Bremsen), Gewichtsverlagerung und des Beschleunigers erflogen werden. Im Normalflug wird ein Gleitschirm leicht angebremst geflogen, damit der Pilot über die Steuerleinen eine Rückmeldung über das Verhalten des Gleitschirmes erhält und durch vergrößerten Anstellwinkel des Flügelprofils sowie höheren Innendruck unempfindlicher gegen das Einklappen bei turbulenten Luftströmungen wird.

## Normale Flugzustände

Beispiel einer Geschwindigkeitspolare. Wobei sich die Geschwindigkeit eines Gleitschirmes typischerweise zwischen 20 km/h und 45 km/h bewegt.

### Mindestfahrt
Die Mindestfahrt kennzeichnet den Geschwindigkeitsbereich, in dem die Strömung am Flügelprofil gerade noch anliegt (Circa Punkt A in der Grafik). Da Veränderungen des Anstellwinkels, zum Beispiel beim Einflug in eine Thermik, zu einer Unterschreitung der Mindestgeschwindigkeit und damit zum Strömungsabriss führen können, wird dieser Geschwindigkeitsbereich bei normalen Flügen gemieden.

### Geringstes Sinken
Beim geringsten Sinken (Entspricht Punkt B in der Grafik) wird der Gleitschirm soweit angebremst, dass er am wenigsten Höhe pro Zeitspanne verliert. Dies erreicht man durch leichtes Anbremsen des Schirmes. Die Fluggeschwindigkeit ist etwas niedriger als beim besten Gleiten.

### Bestes Gleiten
Es wird die längste Strecke mit der zur Verfügung stehenden Höhe zurückgelegt. Das beste Gleiten wird bei den meisten modernen Schirmmodellen im unangebremsten Zustand erreicht. (Entspricht Punkt C in der Grafik)

### Beschleunigtes Fliegen
Beim Beschleunigen wird mit Hilfe des Fußbeschleunigers der Anstellwinkel des Gleitschirms verkleinert. Dies führt zu einer stufenlosen Erhöhung der Fluggeschwindigkeit (True Air Speed) um bis zu 25 km/h, allerdings verschlechtert sich dabei der Gleitwinkel. Dies lässt sich am starken Abfallen der Geschwindkeitspolare in der Grafik erkennen.
Bei Abwinden kann durch Einsatz des Beschleunigers der Gleitwinkel etwas verbessert werden, weil das Gebiet mit stärkerem Sinken schneller verlassen werden kann. Bei Gegenwind hilft der Beschleuniger, besser vorwärtszukommen und die Geschwindigkeit über Grund (Ground Speed) wieder zu erhöhen. Unerwünschter Nebeneffekt des beschleunigten Fliegens ist eine deutliche Erhöhung des Risikos für Einklappungen des Segels (zum Beispiel durch Turbulenz und/oder Thermik). Auch die Reaktionen des Gleitschirms auf Störungen sind im beschleunigten Fliegen extremer als im unbeschleunigten Zustand.

## Abstiegshilfen
Abstiegshilfen sind Flugmanöver, mit deren Hilfe man sehr schnell Höhe abbauen kann, um möglichst schnell landen zu können oder einen Gefahrenbereich z. B. unter einer saugenden Wolke zu verlassen. Das kann dann notwendig sein, wenn Gefahren – z. B. durch ein aufziehendes Gewitter – drohen. Das Beherrschen der Abstiegshilfen ist Voraussetzung um unter thermischen Bedingungen mit dem Gleitschirm sicher zu fliegen.
Ein Gleitschirm im Normalflug verliert typischerweise in ruhiger Luft 1 bis 1,3 m Höhe pro Sekunde. Diese Sinkrate kann mit den Abstiegshilfen deutlich erhöht werden.

### Ohren-Anlegen
Das Ohren-Anlegen ist die einfachste Abstiegshilfe. Dabei werden die beiden äußeren Enden des Schirms durch Ziehen der äußeren A-Leinen nach innen heruntergeklappt. Vorteil des Ohren-Anlegens ist, dass der Gleitschirm weiter geradeaus fliegt; man kann somit einen Gefahrenbereich verlassen. Es kann sogar mit angelegten Ohren gelandet werden, um beispielsweise beim Toplanden die Aufwindkomponente auszugleichen. Die „Big Ears“ sind eine Variante und werden durch Nachgreifen der äußeren A-Stammleinen oder durch ziehen an 2 A-Stammleinen eingeleitet. (Achtung: beide Big Ears-Methoden sollten z. B. im Rahmen eines Sicherheitstrainings erflogen werden)
Durch die Verkleinerung der Flügelfläche erhöht sich die Flächenbelastung, der Flügel wird stabiler gegen Einklapper bei Turbulenzen. Allerdings erhöht sich dabei auch der Luftwiderstand des Flügels, er fliegt langsamer und näher an der Grenze zum Strömungsabriss (Stall). Um dem entgegenzuwirken und die Effektivität des Sinkens zu verstärken, wird meist zusätzlich der Beschleuniger betätigt. Typische Sinkraten sind 2,5 bis 3,5 m/s, beim beschleunigten Ohren-Anlegen bis zu 4–6 m/s.
Eingeleitet wird das Ohren-Anlegen durch Ziehen der äußersten A-Leinen bei nicht beschleunigtem Schirm. Die Bremsleinen werden dabei festgehalten, gesteuert wird der Gleitschirm durch Gewichtsverlagerung des Piloten. Zum Ausleiten genügt es bei den meisten Schirmen, die A-Leinen wieder loszulassen; die Ohren klappen wieder auf, der Schirm geht in den Normalflug über. Gegebenenfalls hilft ein kurzes Anbremsen der jeweiligen Flügelseite (Pumpen), um bei der Ausleitung nachzuhelfen.

### B-Stall
Beim B-Stall wird ein Strömungsabriss provoziert und der Gleitschirm sinkt senkrecht nach unten mit einer typischen Sinkrate von 6–10 m/s. Der Gleitschirm nimmt dabei im Profil, von der Seite gesehen, eine typische V-Form an.
Eingeleitet wird der B-Stall durch symmetrisches Herunterziehen der Tragegurte auf der B-Ebene (zweite Tragegurte von vorne). Dabei ist eine zu starke Drehung der Schirmkappe zu vermeiden, da ansonsten für den Piloten die Gefahr des Eintwistens besteht. Beendet wird das Manöver durch zügiges Freigeben der B-Tragegurte, damit der Gleitschirm wieder Fahrt aufnimmt. Bei zu langsamer Ausleitung kann der Schirm in einen Sackflug übergehen.
Dieses Manöver verliert zunehmend an Bedeutung, da es mit den gegenwärtig marktbeherrschenden Dreileinern nur noch mit erheblichem Kraftaufwand und hoher Materialbelastung eingesetzt werden kann.

### Steilspirale

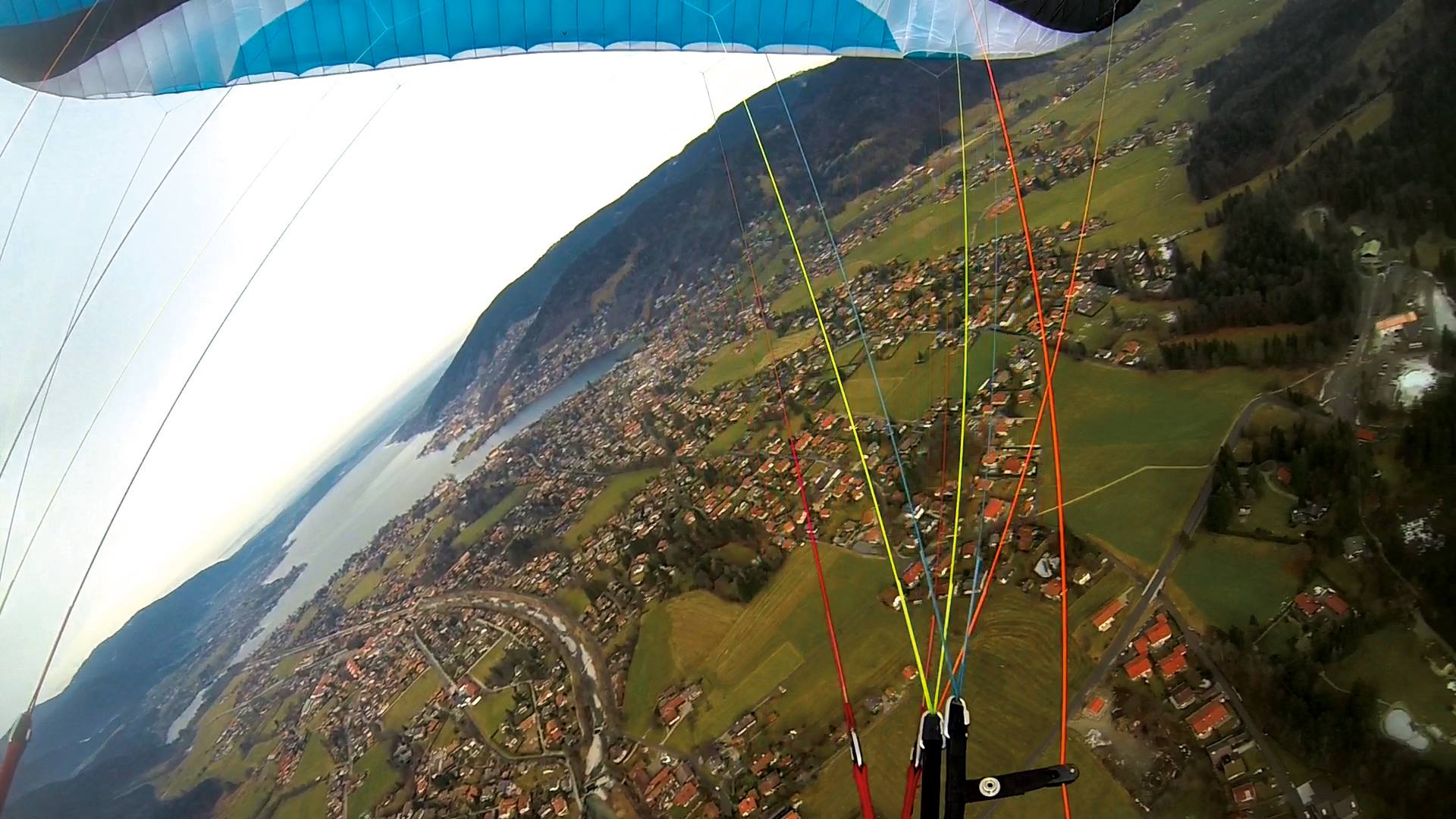
Steilspirale mit ca. 16 m/s am Wallberg

Die Steilspirale ist die effektivste Abstiegshilfe mit Sinkraten von 7 m/s, bei einer moderat geflogenen Steilspirale, und bis zu 25 m/s bei aggressivem Fliegen. Der Verlauf der Flugbahn ähnelt dabei der Form eines Korkenziehers.
Allerdings bedeutet eine aggressiv geflogene Steilspirale auch eine wesentliche Körperbelastung durch steigende g-Kräfte. Der Grund liegt im Pendelsystem Gleitschirm - Pilot: Durch die schnelle Drehbewegung (Kurve) pendelt der Pilot, der ca. fünf bis sieben Meter unterhalb des Gleitschirms an den Leinen und Tragegurten hängt, durch die Fliehkraft zur Kurvenaußenseite. Er bewegt sich auf der äußeren Kreisbahn mit einer Geschwindigkeit von bis zu 70 km/h und mehr. Ab einer gewissen Sinkgeschwindigkeit in der Steilspirale geht der Schirm dabei auf die Nase, d. h. die gesamte Flügelvorderseite zeigt nach unten, der Schirm fliegt regelrecht Richtung Boden.
Eingeleitet wird die Steilspirale durch eine immer enger geflogenen Kurve mit deutlicher Gewichtsverlagerung des Piloten auf die Kurveninnenseite. Ausgeleitet wird diese Flugfigur durch Anbremsen der Kurvenaußenseite und Gewichtsverlagerung auf die Kurvenaußenseite. Die Innenbremse sollte beim Ausleiten der Spirale nur dosiert freigegeben werden, um ein weiteres Beschleunigen des Schirms in der Spirale zu verhindern. Überschüssige Fahrtenergie setzt der Schirm nach der Ausleitung kurzzeitig in Steigen um, der Pilot pendelt dabei in Flugrichtung nach vorne. Um dies zu vermindern, sollte die Ausleitung der Steilspirale langsam über mehrere Umdrehungen erfolgen. Ebenso hilft kurz vor Ende der Ausleitung ein kurzes Anbremsen auf der Kurveninnenseite.

### Fullstall (Strömungsabriss)
Ein Fullstall ist heute keine gängige Abstiegshilfe mehr. In den Anfangsjahren des Gleitschirmfliegens wurde der Fullstall aber durchaus praktiziert. Heutzutage wird der Fullstall nur noch absichtlich von erfahrenen Piloten erflogen, um Leinenverhänger zu lösen (z. B. nach einem Klapper). Gründe hierfür sind zum einen, dass der B-Stall bevorzugt wird, zum anderen aber auch die höhere Dynamik der heutigen Schirme. Es besteht beim Fullstall die Gefahr, dass der Schirm bei Beendigung des Stalls so schwungvoll wieder Fahrt aufnimmt, dass die Schirmkappe den Piloten nach vorne überholt und der Pilot in den eigenen Gleitschirm hineinfällt.
Eingeleitet wird dieses Flugmanöver durch konsequentes beidseitiges Bremsen. Der Flügel verliert dadurch Fahrt, bis die Strömung am Profil abreißt und sich die Kappe entleert. Der Pilot pendelt durch seine Massenträgheit nach vorne. Er hat dabei das Gefühl, nach hinten zu kippen.

### Gehaltener Klapper
Hierbei wird ein Klapper provoziert und gehalten. Die eingeklappte Seite führt zu einem höheren Luftwiderstand und einer Drehbewegung zu dieser Seite. Vorteil sind die geringere körperliche Belastung als bei einer Steilspirale mit dennoch hohen Sinkraten. Provoziert wird dieser Flugzustand durch schnelles und kräftiges Herunterreißen eines der vorderen Tragegurte. In der Regel reicht ein Loslassen des Tragegurtes zur Ausleitung, ggf. muss wie beim Ohrenanlegen die jeweilige Seite kurz angebremst werden (Pumpen).

## Gestörte Flugzustände

### Seiteneinklappung
Seitenklapper sind seitliche Teileinklappungen des Gleitsegels, hervorgerufen durch Wanderung des Staupunktes an der Anströmkante des Schirmes. Durch negative Anstellwinkel kollabiert ein Teil der Kappe und klappt nach unten weg. Folge ist eine Widerstandserhöhung auf der eingeklappten Seite mit einer mehr oder weniger ausgeprägten Drehtendenz in diese Richtung. Durch die mit diesem Flugzustand verbundene Verkleinerung der Auftriebsfläche versucht der Gleitschirm den Auftriebsverlust durch eine Zunahme der Fluggeschwindigkeit auszugleichen. Dies kann zu einem Vorschießen der Schirmkappe führen.
Dieser ungewollte Flugzustand kann durch turbulente Luftströmungen verursacht werden, z. B. Abwinde im Lee, am Rand von Thermikbärten, Windscherungen oder Wirbelschleppen von anderen Luftfahrzeugen.

### Fronteinklappung
Einklappungen des mittleren Eintrittskantenbereichs werden ebenfalls durch negative Anstellwinkel verursacht. Diese können durch z. B. Turbulenzen oder einem schnellen Vorschießen des Gleitschirms („Herausfallen“ aus einem Thermikbart oder nach einem Fullstall) hervorgerufen werden.

### Strömungsabriss (Fullstall)
Vollständiger oder nahezu vollständiger Zusammenbruch der auftrieberzeugenden Zirkulation am Gleitsegel. Auslöser ist die Überschreitung des maximal möglichen Anstellwinkels des Profils. Häufigste Ursache ist ein Unterschreiten der Minimalgeschwindigkeit des Gleitschirms oder ein Fliegen im Bereich dieser, gepaart mit Turbulenzeinwirkung. Der Schirm kollabiert und bremst. Da sich der Pilot im Normalfall in einer Vorwärtsbewegung befindet, pendelt er vor und kippt nach hinten auf den Rücken. Die Wiederöffnung der Kalotte erfolgt unter Umständen erst nach Eingriff des Piloten und deutlichem Verlust von Flughöhe.

### Sackflug
Stabiler Flugzustand des Schirms ohne Vorwärtsfahrt. Das Fluggerät sackt annähernd senkrecht ab. Die Anströmung des Segels erfolgt senkrecht von unten. Auslöser können sein: Zu eng eingestellte Bremsleinen (ohne Freilauf), gealtertes oder beschädigtes und damit erhöht luftdurchlässiges Segel, veränderte Trimmung (Leinenlängen), Verschlechterung des Profils durch Nässe o. ä. (Flug durch Regenschauer). Zum Ausleiten betätigt der Pilot den Beschleuniger oder drückt die A-Leinen nach vorn.

### Trudeln
Das Trudeln ist ein stabiler Flugzustand, bei dem sich eine Seite des Gleitschirms im Strömungsabriss befindet, während die andere weiterhin Auftrieb erzeugt. Der Gleitschirm rotiert um die abgerissene Seite. Je nach Konstruktion des Schirmes ist ein aktives Eingreifen des Piloten erforderlich, um den Vorgang zu beenden. Gutmütigere Modelle leiten das Trudeln u. U. nach einem gewissen Höhenverlust selbständig aus, während wiederum andere nur schwierig (z. B. durch einen Full-Stall) aus dem Trudeln zu befreien sind. Auslöser für das Trudeln kann auch eine nicht korrekt geflogene Steilspirale sein.